# کلی گیدیش
کِلی گیدیش (انگلیسی: Kelli Giddish؛ زادهٔ ۱۳ آوریل ۱۹۸۰) یک هنرپیشه اهل ایالات متحده آمریکا است. وی از سال ۲۰۰۵ میلادی تاکنون مشغول فعالیت بوده‌است.
از فیلم‌ها یا برنامه‌های تلویزیونی که وی در آن نقش داشته است می‌توان به قانون و نظم: واحد قربانیان ویژه، ازنفس‌افتاده و همسر خوب اشاره کرد.